# Leidsewallen (sneltramhalte)
Leidsewallen is een sneltramhalte van RandstadRail en een voormalig NS-spoorwegstation in de wijk Seghwaert in Zoetermeer aan de Zoetermeer Stadslijn. Het station werd geopend op 4 oktober 1980.

## Geschiedenis
De halte werd jarenlang bediend door de volgende treinseries:
- 13300: Den Haag Centraal - Centrum West - Driemanspolder - Leidsewallen - Centrum West - Den Haag Centraal
- 13400: Den Haag Centraal - Centrum West - Driemanspolder - Leidsewallen - Centrum West - Den Haag Centraal (spits)
- 13700: Den Haag Centraal - Centrum West - Leidsewallen - Driemanspolder - Centrum West - Den Haag Centraal
- 13800: Den Haag Centraal - Centrum West - Leidsewallen - Driemanspolder - Centrum West - Den Haag Centraal (spits)

### RandstadRail
Met ingang van 3 juni 2006 werd het station tijdelijk gesloten om verbouwd te worden tot sneltramhalte in het kader van het lightrailproject RandstadRail. De perrons werden ingekort en verlaagd zodat er een gelijkvloerse instap kon worden geboden met de nieuwe sneltrams. Ook kreeg het station liften en werden de trappen vernieuwd. 
Het station zou volgens de oorspronkelijke plannen op 3 september 2006 heropend worden als halte van de nieuwe RandstadRail 3, de indienststelling van deze lijn liep echter vertraging op. Per 27 oktober 2007 is RandstadRail 3 over het gehele traject gaan rijden en is halte Leidsewallen weer in gebruik.

## Foto's

Station Leidsewallen op 10 april 2008, na de verbouwing in 2007
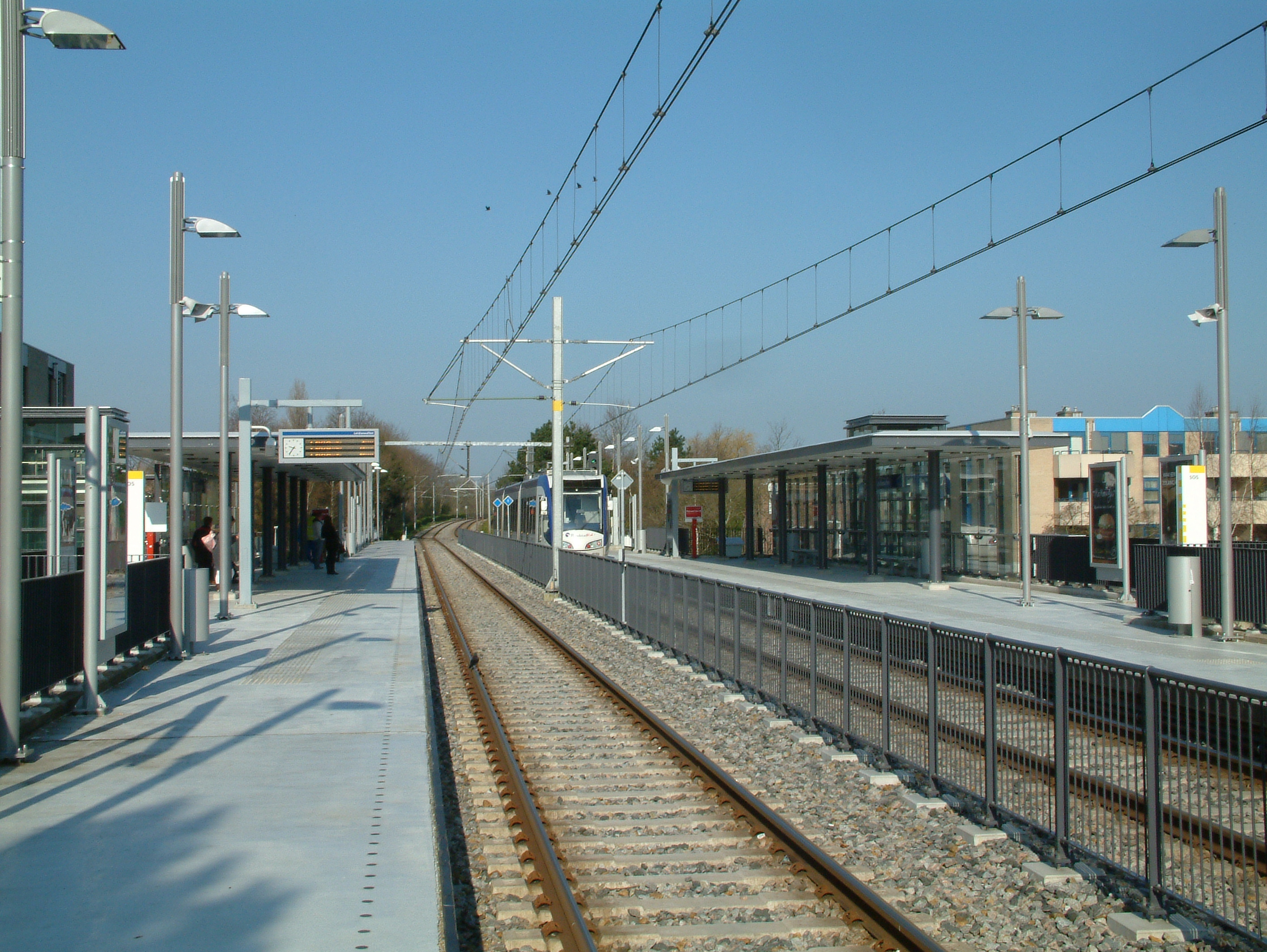
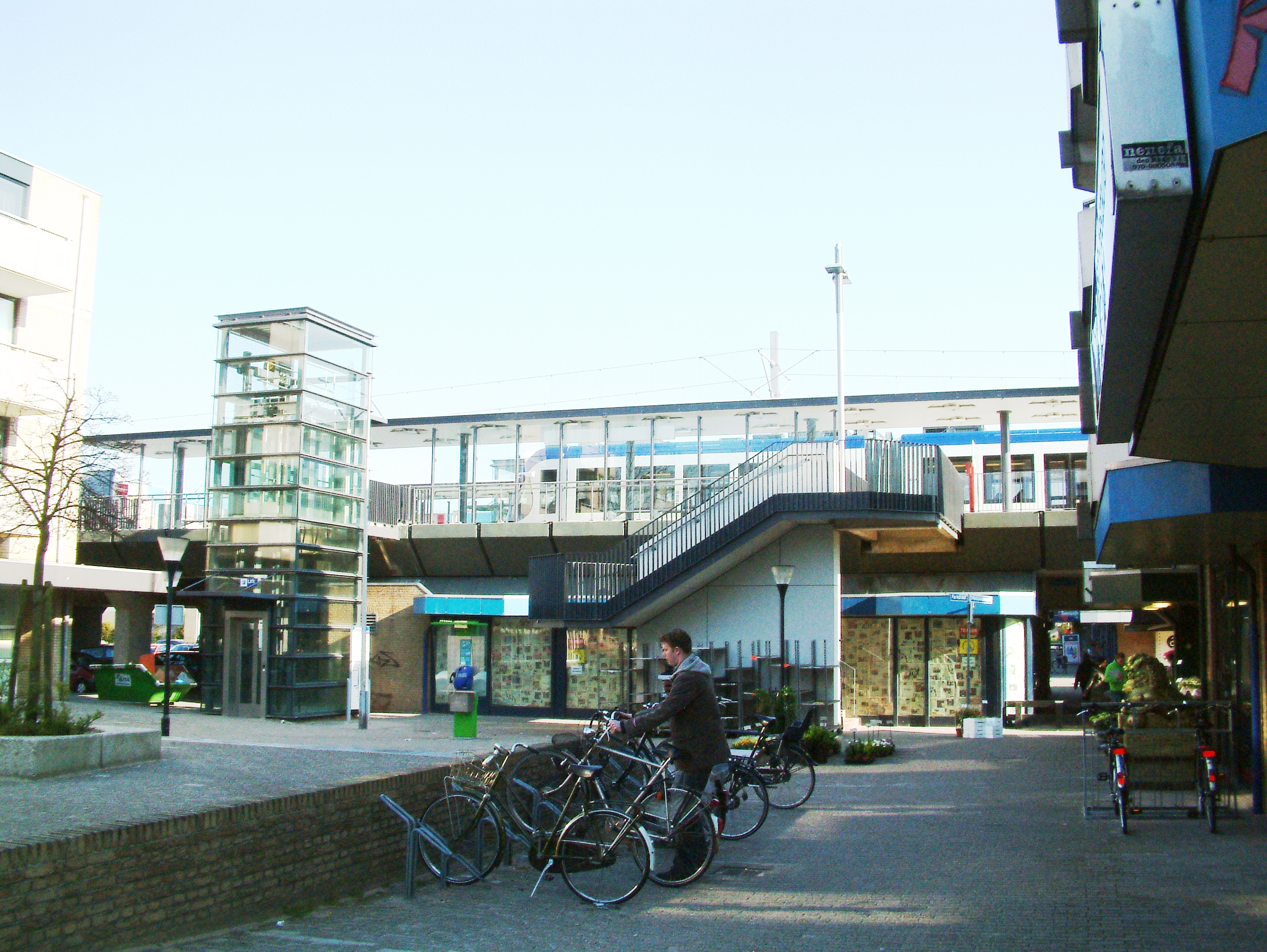
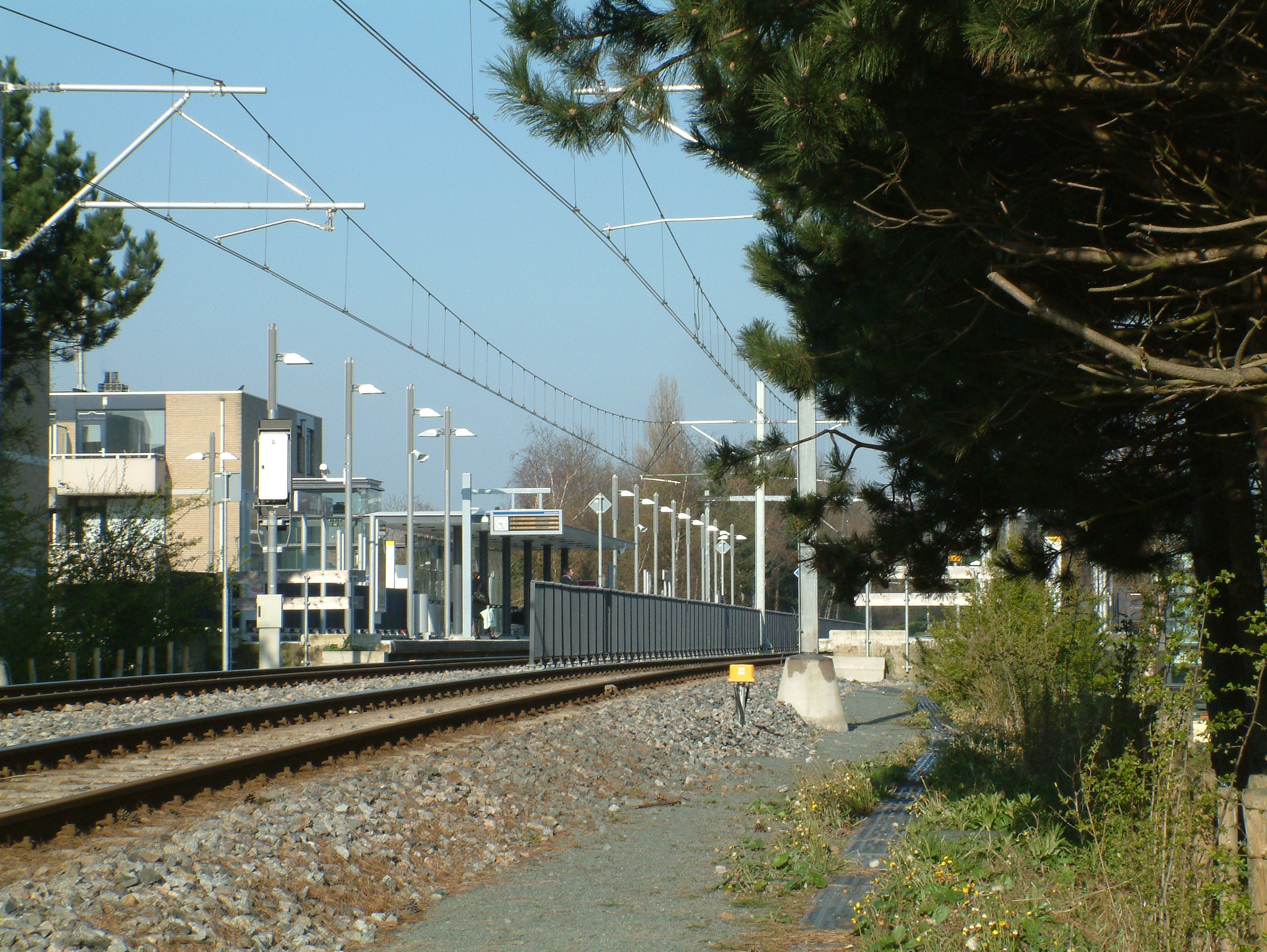

Arnold Spoelplein ·
Pisuissestraat ·
Mozartlaan ·
Heliotrooplaan ·
Muurbloemweg ·
Hoefbladlaan ·
De Savornin Lohmanplein ·
Appelstraat ·
Zonnebloemstraat ·
Azaleaplein ·
Goudenregenstraat ·
Fahrenheitstraat ·
Valkenbosplein ·
Conradkade ·
Van Speijkstraat ·
Elandstraat ·
HMC Westeinde ·
Brouwersgracht ·
Grote Markt ·
Spui ·
Centraal Station (NS) ·
Beatrixkwartier ·
Laan van NOI (NS) ·
Voorburg 't Loo ·
Leidschendam-Voorburg ·
Forepark ·
Leidschenveen ·
Voorweg Laag ·
Centrum-West ·
Stadhuis ·
Palenstein ·
Seghwaert ·
Leidsewallen ·
De Leyens ·
Buytenwegh ·
Voorweg Hoog ·
Meerzicht ·
Driemanspolder (NS) ·
Delftsewallen ·
Dorp ·
Centrum-West